# Exomalopsis tomentosa
Exomalopsis tomentosa är en biart som beskrevs av Heinrich Friese 1899. Exomalopsis tomentosa ingår i släktet Exomalopsis och familjen långtungebin. Inga underarter finns listade i Catalogue of Life.